# Sepulcro-Hilario
Sepulcro-Hilario és un municipi de la província de Salamanca a la comunitat autònoma de Castella i Lleó. Limita al Nord amb Martín de Yeltes i Cabrillas, a l'Est amb Abusejo i Tamames, al Sud amb Puebla de Yeltes i a l'Oest amb Aldehuela de Yeltes.

## Demografia
| 1991 | 1996 | 2001 | 2004 |
| ---- | ---- | ---- | ---- |
| 339  | 333  | 264  | 253  |